# Alyssum dudleyi
Alyssum dudleyi là một loài thực vật có hoa trong họ Cải. Loài này được Adigüzel & R.D.Reeves mô tả khoa học đầu tiên năm 2002.